# 亚采克·斯特雷赫
亚采克·斯特雷赫（波蘭語：Jacek Streich，1967年10月12日—），波兰男子赛艇运动员。他曾代表波兰参加1988年、1992年和1996年夏季奥林匹克运动会赛艇比赛，其中1992年奥运会获得一枚铜牌。